# De Piscopo (album)
De Piscopo è un album del musicista italiano Tullio De Piscopo, pubblicato dall'etichetta discografica Costa Est e distribuito dalla EMI nel 1991.

## Descrizione
L'album, disponibile su long playing, musicassetta e compact disc, è prodotto da Willy David insieme allo stesso interprete, che cura gli arrangiamenti delle due parti di Tam tam per amico oltre che di Bird Mania, a cui collabora anche Gianpaolo Casati, mentre Francois Breant si occupa degli altri 9 brani.
Il disco contiene tra l'altro Jastaò, già uscito l'anno prima come singolo, mentre nel 1991 viene tratto Oulelè magidì/Milano 1969 Tic..., oltre a Buco nella mente in formato 12".

## Tracce

### Lato A
1. Oulelè magidì – 5:24
2. Axè Babà – 4:35
3. Nicola – 4:37
4. Johannesburg – 4:24
5. Maga negra – 3:40
6. Tam tam per amico (Part One) – 2:11

Durata totale: 24:51

### Lato B
1. Porta Capuana – 4:35
2. Buco nella mente – 4:41
3. Jastaò – 4:21
4. Bird Mania – 2:25
5. Milano 1969 Tic – 4:05
6. Tam tam per amico (Part Two) – 2:18

Durata totale: 22:25